# 奧蘇 (阿克拉)

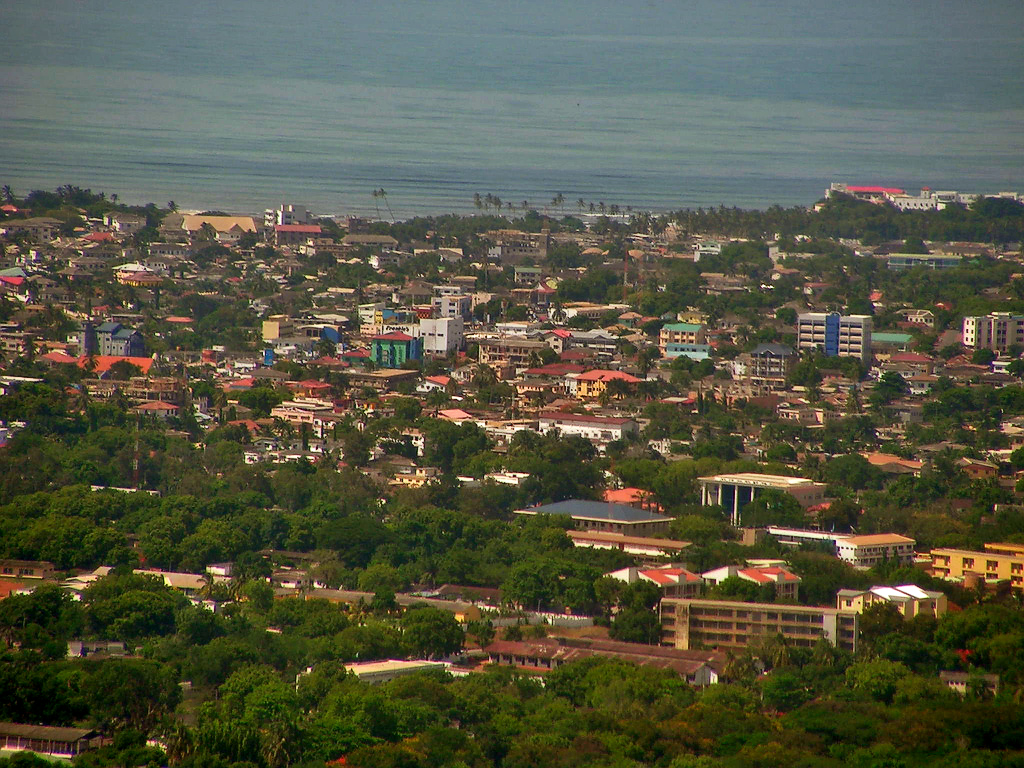
鳥瞰圖

奧蘇（英語：Osu）是加納共和國首都阿克拉的一個行政區，位於阿克拉中心商業區以東大約3公里（1.9英里）。以其繁忙的商務、旅館和豐富的夜生活而聞名，在當地被稱作阿克拉的倫敦西區。該地南部毗鄰幾內亞灣，西部邊界是獨立大道，環城公路將它與北部的勒邦分開。
奧蘇圍繞著丹麥17世紀的堡壘奧蘇城堡而建，其建築風格從20世紀早期到現代辦公大廈一應俱全。
主要的大道兵營路（Cantonments Road，口語稱牛津街）佈滿了大型超市和電器行，亦因其美食和豐富的夜生活而聞名。南部即是克裡斯欽堡，現在為加納政府所在地。

## 外部連結
- 维基共享资源上的相關多媒體資源：奧蘇